# Straftaten gegen die persönliche Freiheit
Die Straftaten gegen die persönliche Freiheit bezeichnen die §§ 232–241a des deutschen Strafgesetzbuches (18. Abschnitt des Besonderen Teils des Strafgesetzbuches).

## Tatbestände
- § 232 – Menschenhandel
- § 232a – Zwangsprostitution
- § 232b – Zwangsarbeit
- § 233 – Ausbeutung der Arbeitskraft
  - § 233a – Ausbeutung unter Ausnutzung einer Freiheitsberaubung
  - § 233b – Führungsaufsicht
- § 234 – Menschenraub
- § 234a – Verschleppung
- § 234b – Verschwindenlassen von Personen
- § 235 – Entziehung Minderjähriger
- § 236 – Kinderhandel
- § 237 – Zwangsheirat
- § 238 – Nachstellung
- § 239 – Freiheitsberaubung
  - § 239a – Erpresserischer Menschenraub
  - § 239b – Geiselnahme
  - § 239c – Führungsaufsicht
- § 240 – Nötigung
- § 241 – Bedrohung
- § 241a – Politische Verdächtigung